# 劉曉智
劉曉智(Liu Xiaozhi，1986年—)，前香港亞洲電視合約女藝員。生於遼寧，身高5呎5吋，體重110磅，當選前爲一民族舞蹈教師。2010年參選2010亞洲小姐競選，奪得中國內地賽區亞軍，並當選總決賽季軍。

## 演出作品
- 2011年：亞洲星光大道4評判
- 2012年：亞洲星光大道 星級舞鬥評判
- 2012年：亞洲星光大道5評判

## 獎項
- 2010年 亞洲小姐競選中國內地賽區 ——最佳才藝獎
- 2010年 亞洲小姐競選中國內地賽區 ——亞軍
- 2010年 亞洲小姐競選總決賽 ——最受客戶歡迎亞洲小姐
- 2010年 亞洲小姐競選總決賽 ——季軍

## 外部連結
- 亞洲小姐競選 參選資料

| 前任： 許嘉慧 | 亞洲小姐競選季軍 2010年 | 繼任： 洪利朱 |